# Jožef Petrič
Jožef Petrič, slovenski novinar, * 15. marec 1877, Vrhovo, † 19. april 1935, Ljubljana.
Petrič je na Dunaju dokončal študij filozofije ter bil nato nekaj časa za gimnazijskega suplenta v Ljubljani in na Dunaju, a je to službo opustil in prevzel mesto vzgojitelja pri grofu Herbersteinu na Dunaju. Ob izbruhu 1. svetovne vojne je bil po Herbersteinovem posredovanju dodeljen vojaškemu tiskskovnemu uradu, kjer je sodeloval tudi z inozemskimi, zlasti ameriškimi novinarji. To mu je avstrijska oblast zamerila in ga poslala kot navadnega vojaka na koroško fronto, kjer je ostal do konca vojne. Po zlomu Avstrije se je  posvetil časnikarskemu poklicu. Novinarsko službo je nastopil v Beogradu, deloval nato nekaj časa v uredništvu Napreja, bil urednik Avtonomista  (11. apr. 1921 – 14. nov. 1924) in delal še pri drugih listih. Poleg tega dela je dopisoval v češke in dunajske revije. Odločno in dosledno se je zoperstavljal vsaki okrnitvi slovenske narodne samobitnosti in zahteval popolno priznanje slovenskega naroda kot politične enote. Čeprav živeč v skromnih razmerah, se ni maral udinjati nobeni politični stranki in si je ohranil svobodo svojega gledanja na svet do smrti. Bil je izredno duhovit, ostroumen in široko razgledan pisec, mojster satiričnih podlistkov in hudomušnih kramljanj, toda brez osebne žaljivosti; kadar pa je bilo treba, je tudi v uvodnikih izvrstno obravnaval težke politične probleme. Njegov slog je bil gibčen in prijemljiv, njegov jezik vseskozi naroden in do zadnjega izbrušen; v tem pogledu je ostal kot pravi Levstikov naslednik nedosegljiv tudi mlajšim slovenskim novinarjem.